# Challenger Salinas 2010
Il Challenger Salinas 2010 è stato un torneo professionistico di tennis maschile giocato sul cemento, che faceva parte dell'ATP Challenger Tour 2010. Si è giocato a Salinas in Ecuador dall'11 al 16 gennaio 2010.

## Partecipanti

### Teste di serie
| Nazionalità | Giocatore         | Ranking* | Testa di serie |
| ----------- | ----------------- | -------- | -------------- |
| Cile        | Nicolás Massú     | 112      | 1              |
| Brasile     | Thiago Alves      | 149      | 2              |
| Argentina   | Sebastián Decoud  | 150      | 3              |
| Colombia    | Carlos Salamanca  | 158      | 4              |
| Argentina   | Brian Dabul       | 168      | 5              |
| Messico     | Santiago González | 176      | 6              |
| Argentina   | Diego Junqueira   | 193      | 7              |
| Brasile     | João Souza        | 199      | 8              |

- Ranking al 28 dicembre 2009

### Altri partecipanti
Giocatori che hanno ricevuto una wild card:
- Julio Cesar Campozano
- Carlton Fiorentino
- Jan-Michael Gambill
- Emilio Gómez

Giocatori passati dalle qualificazioni:
- Facundo Bagnis
- Pierre-Ludovic Duclos
- Iván Endara
- Luka Gregorc

Giocatori lucky loser:
- Cristóbal Saavedra-Corvalán

## Campioni

### Singolare
Brian Dabul ha battuto in finale  Nicolás Massú con il punteggio di 6–3, 6–2

### Doppio
Jonathan Marray /  Jamie Murray hanno battuto in finale  Sanchai Ratiwatana /  Sonchat Ratiwatana con il punteggio di 6–3, 6–4